# Matt Pritchard
Matt Pritchard (* 29. Juli 1973) ist ein US-amerikanischer Windsurfer. Er zählte um die Jahrtausendwende und in den frühen 2000er zu Weltspitze und konnte drei Weltmeistertitel erringen.

## Biografie
Pritchard begann mit elf Jahren mit dem Windsurfen und stand mit 14 bei einem Urlaub in Punta San Carlos, Mexiko, seinen ersten Frontloop. Vier Jahre später debütierte er im World Cup. In der Saison 1998 gelang Pritchard der internationale Durchbruch. Er konnte überraschend den ersten je ausgetragenen Freestyle World Cup am Neusiedler See gewinnen und musste sich am Jahresende nur dem Serienweltmeister Bjørn Dunkerbeck geschlagen geben, womit er Vize-Weltmeister wurde. Auch im Racing konnte er bei Grand Slam in Pozo Izquierdo einen World-Cup-Sieg feiern und klassierte sich schlussendlich auf dem dritten Gesamtrang. In den folgenden Jahren etablierte sich Pritchard in der Weltspitze und wurde nach zwei Siegen in der Saison 2002 schließlich Weltmeister im Freestyle.
Die nur kurzzeitig im World Cup ausgetragene Disziplin Super-X dominierte Pritchard. In den Jahren 2004 und 2005 wurde er jeweils Weltmeister. Hinzu kommt ein dritter Gesamtrang 2006 und vier Siege bei World Cup Events, mehr als jeder andere. 2009 gab Pritchard seinen Rücktritt vom Profisport bekannt. Seitdem arbeitet er bei Gaastra und Tabou und war zudem als Head Judge bei der IWT tätig.
Pritchards jüngerer Bruder Kevin war ebenfalls Profi-Windsurfer und Weltmeister.

## Erfolge

### World Cup Wertungen
| Saison      | Overall | Overall | Wave  | Wave   | Freestyle | Freestyle | Slalom | Slalom | Super-X | Super-X |
| Saison      | Platz   | Punkte  | Platz | Punkte | Platz     | Punkte    | Platz  | Punkte | Platz   | Punkte  |
| ----------- | ------- | ------- | ----- | ------ | --------- | --------- | ------ | ------ | ------- | ------- |
| 1992 – 1996 | ?       | ?       | ?     | ?      | –         | –         | ?      | ?      | –       | –       |
| 1997        | 4.      | ?       | ?     | ?      | –         | –         | 5.     | ?      | –       | –       |
| 1998        | 3.      | ?       | ?     | ?      | 2.        | ?         | 3.     | ?      | –       | –       |
| 1999        | 3.      | 17      | 8.    | 5622   | 2.        | 3877      | 9.     | 5479   | –       | –       |
| 2000        | ?       | ?       | 49.   | ?      | 4.        | ?         | –      | –      | –       | –       |
| 2001        | –       | –       | 19.   | ?      | 3.        | ?         | –      | –      | –       | –       |
| 2002        | –       | –       | 12.   | ?      | 1.        | 6251      | –      | –      | –       | –       |
| 2003        | –       | –       | 4.    | 3953   | 37.       | ?         | –      | –      | –       | –       |
| 2004        | –       | –       | 46.   | ?      | –         | –         | –      | –      | 1.      | 6267    |
| 2005        | –       | –       | 22.   | ?      | –         | –         | –      | –      | 1.      | 4200    |
| 2006        | –       | –       | 12.   | 3178   | –         | –         | 25.    | 3573   | 3.      | 4101    |
| 2007        | –       | –       | 29.   | 3508   | –         | –         | 41.    | 2034   | –       | –       |
| 2013        | –       | –       | 36.   | 1754   | –         | –         | –      | –      | –       | –       |

### World Cup Siege
Pritchard errang in seiner Karriere 29 Podestplätze (10× Freestyle, 7× Super-X, 7× Slalom, 3× Wave, 1× Indoor), davon elf Siege (5× Freestyle, 4× Super-X, 1× Wave, 1× Slalom):
| Datum               | Ort               | Land        | Disziplin |
| ------------------- | ----------------- | ----------- | --------- |
| 26.04. – 02.05.1998 | Podersdorf        | Österreich  | Freestyle |
| 06.07. – 13.07.1998 | Pozo Izquierdo    | Spanien     | Slalom    |
| 10.05. – 16.05.1999 | Zandvoort         | Niederlande | Freestyle |
| 04.07. – 08.07.2001 | Torbole           | Italien     | Freestyle |
| 09.07. – 19.07.2002 | Pozo Izquierdo    | Spanien     | Freestyle |
| 26.07. – 30.07.2002 | Magdalenen-Inseln | Kanada      | Freestyle |
| 07.07. – 15.07.2004 | Costa Teguise     | Spanien     | Super-X   |
| 17.07. – 25.07.2004 | Costa Calma       | Spanien     | Super-X   |
| 19.04. – 25.04.2005 | Leucate           | Frankreich  | Super-X   |
| 15.06. – 19.06.2005 | Cascais           | Portugal    | Wave      |
| 09.07. – 17.07.2005 | Costa Teguise     | Spanien     | Super-X   |